# سانيسايد (واشنطن)
سانيسايد (بالإنجليزية: Sunnyside)‏ هي إحدى مدن ولاية واشنطن في الولايات المتحدة الأمريكية.

## التركيبة السكانية
حدّد مكتب تعداد الولايات المتحدة بيانات التركيبة السكانية لسانيسايد في تعداد الولايات المتحدة. في ما يلي، التركيبة السكانية حسب تعدادي 2000 و2010.

### تعداد عام 2000
بلغ عدد سكان سانيسايد 13,905 نسمة بحسب تعداد عام 2000، وبلغ عدد الأسر 3,827 أسرة وعدد العائلات 3,000 عائلة مقيمة في المدينة. في حين سجلت الكثافة السكانية 713.4 نسمة لكل كيلومتر مربع (1,847.7/ميل2). وبلغ عدد الوحدات السكنية 4,070 وحدة بمتوسط كثافة قدره 208.8 لكل كيلومتر مربع (540.8/ميل2).
وتوزع التركيب العرقي للمدينة بنسبة 42.61% من البيض و0.40% من الأمريكيين الأفارقة و0.63% من الأمريكيين الأصليين و0.69% من الأمريكيين ذوي الأصول الآسيوية و0.09% من سكان جزر المحيط الهادئ و52.58% من الأعراق الأخرى و3.01% من عرقين مختلطين أو أكثر و73.05% من الهسبانيون أو اللاتينيون من أي عرق.
بلغ عدد الأسر 3,827 أسرة كانت نسبة 55.6% منها لديها أطفال تحت سن الثامنة عشر تعيش معهم، وبلغت نسبة الأزواج القاطنين مع بعضهم البعض 55.1% من أصل المجموع الكلي للأسر، ونسبة 16.6% من الأسر كان لديها معيلات من الإناث دون وجود شريك، بينما كانت نسبة 6.8% من الأسر لديها معيلون من الذكور دون وجود شريكة وكانت نسبة 21.6% من غير العائلات. تألفت نسبة 18.6% من أصل جميع الأسر من عدة أفراد يعيشون في نفس المنزل ونسبة 11% كانت تتألف من شخص يعيش بمفرده يبلغ من العمر 65 عاماً أو أكثر. وبلغ متوسط حجم الأسرة المعيشية 3.58، أما متوسط حجم العائلات فبلغ 4.02.
بلغ العمر الوسطي للسكان 25.1 عاماً. وكانت نسبة 38.1% من القاطنين تحت سن الثامنة عشر، وكانت نسبة 11.7% بين الثامنة عشر والرابعة والعشرين عاماً، ونسبة 26.5% كانت واقعةً في الفئة العمرية ما بين الخامسة والعشرين والرابعة والأربعين عاماً، ونسبة 13.8% كانت ما بين الخامسة والأربعين والرابعة والستين، ونسبة 8.5% كانت ضمن فئة الخامسة والستين عاماً فما فوق. يوجد لكل 100 أنثى 100.4 ذكر، ويوجد لكل 100 أنثى في الثامنة عشر من عمرها فما فوق 96.9 ذكر.
بلغ متوسط دخل الأسرة في المدينة 27,583 دولارًا، أما متوسط دخل العائلة فبلغ 28,304 دولارًا. وكان متوسط دخل الذكور 25,187 دولارًا مقابل 25,779 دولارًا للإناث. وسجل دخل الفرد الخاص بالمدينة 10,366 دولارًا. وكانت نسبة 29.1% من العائلات ونسبة 34.5% من السكان تحت خط الفقر، وكان من هؤلاء نسبة 46.7% تحت سن الثامنة عشر ونسبة 18.1% في الخامسة والستين من العمر وما فوق.

### تعداد عام 2010
بلغ عدد سكان سانيسايد 15,858 نسمة بحسب تعداد عام 2010، وبلغ عدد الأسر 4,332 أسرة وعدد العائلات 3,428 عائلة مقيمة في المدينة. في حين سجلت الكثافة السكانية 813.6 نسمة لكل كيلومتر مربع (2,107.2/ميل2). وبلغ عدد الوحدات السكنية 4,556 وحدة بمتوسط كثافة قدره 233.8 لكل كيلومتر مربع (605.5/ميل2).
وتوزع التركيب العرقي للمدينة بنسبة 43.39% من البيض و0.30% من الأمريكيين الأفارقة و0.94% من الأمريكيين الأصليين و0.71% من الأمريكيين ذوي الأصول الآسيوية و0.03% من سكان جزر المحيط الهادئ و52.32% من الأعراق الأخرى و2.31% من عرقين مختلطين أو أكثر و82.25% من الهسبانيون أو اللاتينيون من أي عرق.
بلغ عدد الأسر 4,332 أسرة كانت نسبة 57.8% منها لديها أطفال تحت سن الثامنة عشر تعيش معهم، وبلغت نسبة الأزواج القاطنين مع بعضهم البعض 49.6% من أصل المجموع الكلي للأسر، ونسبة 21.1% من الأسر كان لديها معيلات من الإناث دون وجود شريك، بينما كانت نسبة 8.4% من الأسر لديها معيلون من الذكور دون وجود شريكة وكانت نسبة 20.9% من غير العائلات. تألفت نسبة 17% من أصل جميع الأسر من عدة أفراد يعيشون في نفس المنزل ونسبة 8.6% كانت تتألف من شخص يعيش بمفرده يبلغ من العمر 65 عاماً أو أكثر. وبلغ متوسط حجم الأسرة المعيشية 3.60، أما متوسط حجم العائلات فبلغ 4.02.
بلغ العمر الوسطي للسكان 25.0 عاماً. وكانت نسبة 38.5% من القاطنين تحت سن الثامنة عشر، وكانت نسبة 11.5% بين الثامنة عشر والرابعة والعشرين عاماً، ونسبة 26.5% كانت واقعةً في الفئة العمرية ما بين الخامسة والعشرين والرابعة والأربعين عاماً، ونسبة 15.3% كانت ما بين الخامسة والأربعين والرابعة والستين، ونسبة 8.3% كانت ضمن فئة الخامسة والستين عاماً فما فوق. وتوزع التركيب الجنسي للسكان بنسبة 50.1% ذكور و49.9% إناث.

## المناخ
يظهر الجدول التالي التغييرات المناخية على مدار السنة لسانيسايد:
| البيانات المناخية لـسانيسايد      | البيانات المناخية لـسانيسايد | البيانات المناخية لـسانيسايد | البيانات المناخية لـسانيسايد | البيانات المناخية لـسانيسايد | البيانات المناخية لـسانيسايد | البيانات المناخية لـسانيسايد | البيانات المناخية لـسانيسايد | البيانات المناخية لـسانيسايد | البيانات المناخية لـسانيسايد | البيانات المناخية لـسانيسايد | البيانات المناخية لـسانيسايد | البيانات المناخية لـسانيسايد | البيانات المناخية لـسانيسايد |
| الشهر                             | يناير                        | فبراير                       | مارس                         | أبريل                        | مايو                         | يونيو                        | يوليو                        | أغسطس                        | سبتمبر                       | أكتوبر                       | نوفمبر                       | ديسمبر                       | المعدل السنوي                |
| --------------------------------- | ---------------------------- | ---------------------------- | ---------------------------- | ---------------------------- | ---------------------------- | ---------------------------- | ---------------------------- | ---------------------------- | ---------------------------- | ---------------------------- | ---------------------------- | ---------------------------- | ---------------------------- |
| الدرجة القصوى °ف (°م)             | 70 (21)                      | 72 (22)                      | 82 (28)                      | 96 (36)                      | 104 (40)                     | 107 (42)                     | 112 (44)                     | 108 (42)                     | 103 (39)                     | 89 (32)                      | 77 (25)                      | 69 (21)                      | 112 (44)                     |
| متوسط درجة الحرارة الكبرى °ف (°م) | 38.9 (3.8)                   | 47.2 (8.4)                   | 58.1 (14.5)                  | 66.9 (19.4)                  | 75.1 (23.9)                  | 82.2 (27.9)                  | 90 (32)                      | 88.6 (31.4)                  | 79.5 (26.4)                  | 66.9 (19.4)                  | 50.5 (10.3)                  | 40 (4)                       | 65.3 (18.5)                  |
| متوسط درجة الحرارة الصغرى °ف (°م) | 23 (−5)                      | 27 (−3)                      | 31.9 (−0.1)                  | 37.5 (3.1)                   | 44.8 (7.1)                   | 51 (11)                      | 54.7 (12.6)                  | 52.7 (11.5)                  | 45.8 (7.7)                   | 37.2 (2.9)                   | 30.1 (−1.1)                  | 25.3 (−3.7)                  | 38.4 (3.6)                   |
| أدنى درجة حرارة °ف (°م)           | −26 (−32)                    | −19 (−28)                    | 7 (−14)                      | 4 (−16)                      | 24 (−4)                      | 32 (0)                       | 39 (4)                       | 36 (2)                       | 18 (−8)                      | 12 (−11)                     | −23 (−31)                    | −30 (−34)                    | −30 (−34)                    |
| الهطول إنش (مم)                   | 0.9 (23)                     | 0.62 (16)                    | 0.45 (11)                    | 0.47 (12)                    | 0.54 (14)                    | 0.54 (14)                    | 0.18 (4.6)                   | 0.25 (6.4)                   | 0.43 (11)                    | 0.58 (15)                    | 0.9 (23)                     | 0.93 (24)                    | 6.8 (170)                    |
| متوسط تساقط الثلوج إنش (سم)       | 4.5 (11)                     | 1.8 (4.6)                    | 0.2 (0.51)                   | 0 (0)                        | 0 (0)                        | 0 (0)                        | 0 (0)                        | 0 (0)                        | 0 (0)                        | 0 (0)                        | 1.8 (4.6)                    | 4 (10)                       | 12.4 (31)                    |
| متوسط أيام هطول الأمطار           | 7                            | 6                            | 5                            | 4                            | 5                            | 4                            | 2                            | 2                            | 3                            | 5                            | 7                            | 8                            | 58                           |
| المصدر:                           |                              |                              |                              |                              |                              |                              |                              |                              |                              |                              |                              |                              |                              |

## أعلام
- بوني جاي دونبار
- جيم بوميروي
- روب توماس
- سانتياغو ألميدا
- إيرل سميث